# Amtsgericht Auerbach
Das Amtsgericht Auerbach ist ein Gericht der ordentlichen Gerichtsbarkeit und eines von insgesamt 25 Amtsgerichten im Freistaat Sachsen.

## Gerichtssitz und -bezirk
Der Gerichtsbezirk des Amtsgerichtes Auerbach umfasst die Gemeinden Auerbach/Vogtl., Ellefeld, Falkenstein/Vogtl., Grünbach, Heinsdorfergrund, Klingenthal, Lengenfeld, Limbach, Muldenhammer, Mylau, Netzschkau, Neuensalz, Neumark, Neustadt/Vogtl., Reichenbach im Vogtland, Rodewisch, Steinberg und Treuen aus dem Vogtlandkreis (§ 1 Abs. 4, Anlage Nr. 2 Sächsisches Justizgesetz). Das Gericht hat seinen Sitz in Auerbach/Vogtl., Parkstraße 1.

## Übergeordnete Gerichte
Dem Amtsgericht Auerbach ist das Landgericht Zwickau unmittelbar übergeordnet. Zuständiges Oberlandesgericht ist das Oberlandesgericht Dresden.

## Geschichte
In Auerbach bestand von 1856 bis 1879 das Gerichtsamt Auerbach. Mit den Reichsjustizgesetzen wurde es aufgehoben und das Amtsgericht Auerbach als eines von zwölf Amtsgerichten im Sprengel des Landgerichtes Plauen gebildet. Der Sprengel des Amtsgerichtes bestand aus Auerbach, Beerhaide, Brunn bei Auerbach, Crinitzleithen, Dresselsgrün, Gottesberg mit Neuberg (anteilig), Hauptbrunn, Herlagrün, Hinterhain, Hohengrün, Jägersgrün mit Hohehaus und Muldenhammer, Morgenröthe mit Heßmühle und Zeughaus und Rautenkranz mit Hirschlecken und Hüttenschachen mit Sachsengrund, Mühlgrün mit dürre Henne und Neuberg, Rebesgrün mit Krähenschwanz und Winkel, Rempesgrün mit Fichtzig und Lohhaus, Reumtengrün mit Unterreumtengrün, Rodewisch (Nieder-Auerbach, Ober- und Untergöltzsch) mit Georgengrün, Ludwigsburg, Neudorf etc., Rothenkirchen mit kaltem Frosch, Röde, Sieben und wilder Taube, Rützengrün mit Geierhäusern, Schnarrtanne mit Breitenhäusern, Hahnenhäusern und Laubberg, Sorge bei Auerbach mit Säuerhäusern, Tannenbergsthal mich Pechseifen, Hohenhaide und Sackhaus, Vogelsgrün mit Hahnnickel, Georgengrün, Grünhaide, Haideschachen, Reiboldsgrün und Zöbisch, Wernesgrün mit Plitzschenhäusern und Kohburg, Wiedenberg, Wildenau und den Georgengrüner, Rautenkranzer, Tannenbergsthaler und Sachsengrunder Forstrevieren. Der Amtsgerichtsbezirk umfasste anfangs 20.434 Einwohner. Das Gericht hatte damals zwei Richterstellen und war das viertgrößte Amtsgericht im Landgerichtsbezirk. 1943 wurde das Amtsgericht Lengenfeld kriegsbedingt zu einer Nebenstelle des Amtsgerichts Auerbach herabgestuft. Es fand nur noch ein Gerichtstag im Monat statt, ansonsten war es nun nur noch für die freiwillige Gerichtsbarkeit zuständig.
Mit der Verordnung zur Änderung von Gerichtsbezirken im Lande Sachsen vom 5. Mai 1951 wurden die Gerichtsbezirke in der DDR an die Landkreise angepasst. Der Sprengel des Amtsgerichtes Auerbach war damit der Kreis Auerbach. Mit dem Gerichtsverfassungsgesetz vom 2. Oktober 1952 wurden das Amtsgericht Auerbach aufgehoben und das Kreisgericht Auerbach an seiner Stelle eingerichtet. Gerichtssprengel war weiter der Kreis Auerbach. Nach dem Zusammenbruch der DDR wurde es 1992 wiedererrichtet, nun aber dem Landgericht Zwickau zugeordnet.

## Gerichtsgebäude

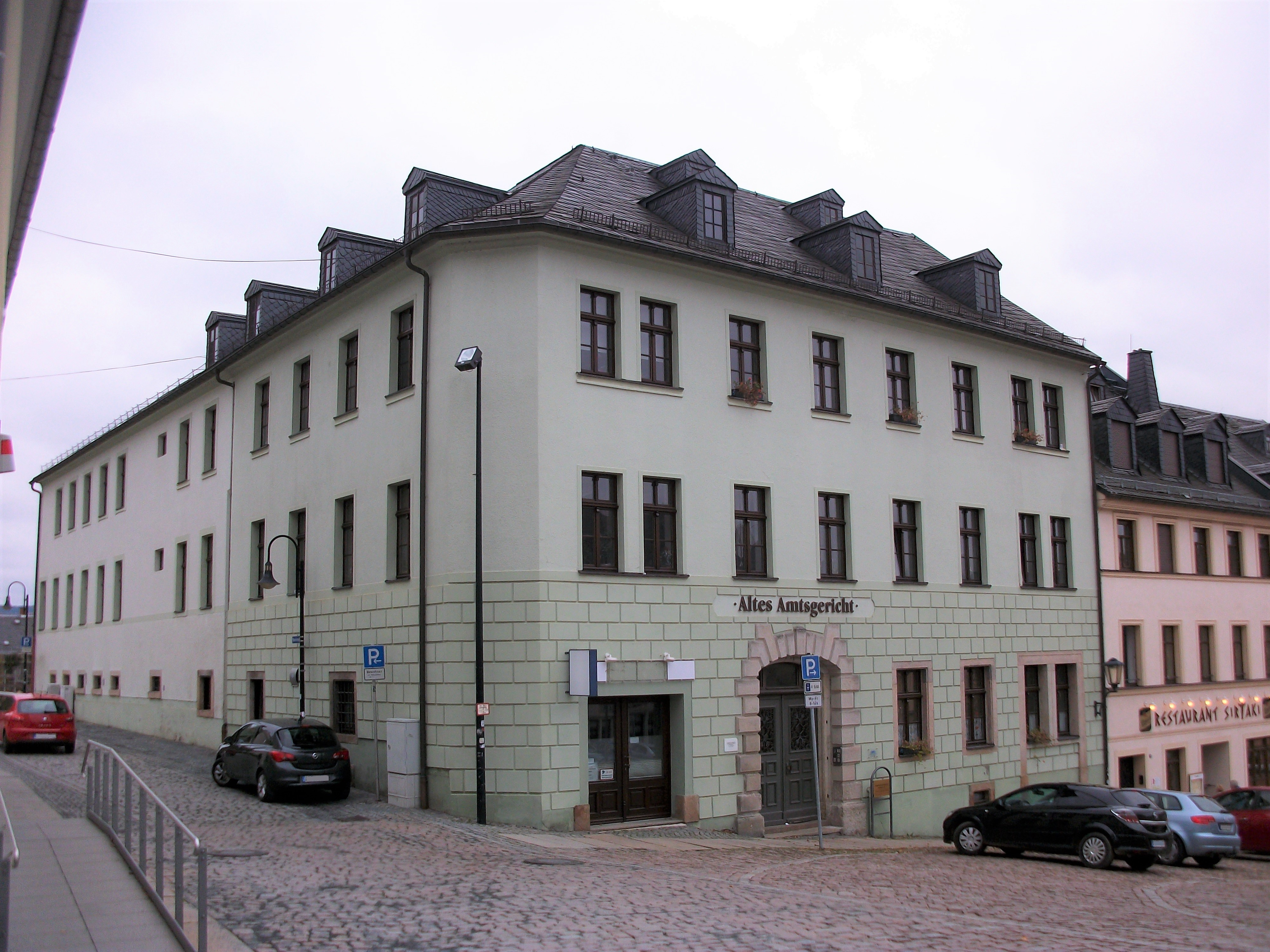
Altes (ehem.) Amtsgericht, 2019

Von 1879 bis 1927 nutzte das Amtsgericht das Gebäude des bisherigen Gerichtsamtes (Altmarkt 9). Der schlichte spätklassizistische Putzbau aus der Zeit nach 1864 mit älteren Gewölben im Erdgeschoss steht aufgrund seines städtebaulichen, regionalgeschichtlichen und wissenschaftlichen Wertes unter Denkmalschutz. Um 1925 wurde das neue Amtsgerichtsgebäude (Parkstraße 1, 1a) erbaut (Architekt: Oskar Kramer). Der zeittypische traditionalistische Putzbau mit einigen gotisierenden Details steht aufgrund seines städtebaulichen und lokalgeschichtlichen Wertes ebenfalls unter Denkmalschutz.